# Шебунино
Шебунино (с 1905 по 1945 годы — Минаминаёси (яп. 南名好)) — село в Невельском городском округе Сахалинской области России, расположено в 28 км от районного центра. Находится на берегу Татарского пролива. Через село протекает река Шебунинка.
С 1947 по 2004 год — посёлок городского типа Шебунино. Во времена РСФСР в посёлке была сосредоточена добыча бурого угля.

## История

### Японский период (1905 — 1945 гг.)
Согласно Портсмутскому мирному договору (1905), завершившему Русско-японскую войну (1905), южная часть острова Сахалин отошла к Японии. В 1905 году началось освоение территорий, строились города и посёлки. В том числе, на месте современного посёлка Шебунино с 1905 года существует поселение Минаминаёси (яп. 南名好). Поселенцы занимались рыбным промыслом. Лишь в 1920 — 1930 годы в посёлке открывается шахта на месторождении бурого угля. В посёлок была проведена однопутная узкоколейная железная дорога для вывоза угля.

### В советское время (1945 — 1991 гг.)
После передачи Южного Сахалина СССР село 15 октября 1947 года получило новое название — в честь русского топографа Шебунина, который в 1860—1861 годах произвёл съёмку западного побережья Сахалина.
С 1947 года село относится к категории рабочего посёлка. С 1950-х годов начинается интенсивное строительство и заселение посёлка. Центр застраивается типовыми многоэтажными домами (4 и 5 этажей).
Развивается инфраструктура: строятся общеобразовательная школа, детский сад, больница, дом культуры, магазины, стадион, почта, пожарная часть.
Посёлок развивался в плоть до 1990-х.

### Российский период (1991 — наст. вр.)
В дальнейшем упадок посёлка и снижение численности населения связано с экономическим кризисом 1990-х годов, который привёл к закрытию шахты Шебунино. В связи с закрытием градообразующего предприятия началась безработица, люди начали массово покидать жилые дома.
В связи с сокращением численности населения до нынешнего уровня Шебунино был лишён статуса посёлка городского типа. В 2004 году посёлок получил статус села.

## Население
| 1925 | 1935  | 1959  | 1970  | 1979  | 1989  | 2002  |
| ---- | ----- | ----- | ----- | ----- | ----- | ----- |
| 2277 | ↘1276 | ↗3249 | ↘2831 | ↗2997 | ↗3248 | ↘1250 |
| 2010 | 2013  | 2021  |       |       |       |       |
| ↘727 | ↘611  | ↘525  |       |       |       |       |

По переписи 2002 года население — 1250 человек (663 мужчины, 587 женщин).
На 2017 год население в селе Шебунино составляло 630 человек, половина из которых пенсионеры.

## Экономика
Градообразующим предприятием посёлка являлась шахта «Шебунино» . На шахте работали шахтёры добывающие уголь для посёлка. Из-за своей нерентабельности шахта как главное и единственное предприятие посёлка закрылась.
Также в посёлке работал Шебунинский рыбный комбинат, как одно из ведущих предприятий Шебунино.
До 2009 года село являлось конечной станцией на железнодорожной линии Ильинский — Шебунино. В 2009 году она обанкротилась и была ликвидирована.
В окрестностях посёлка имеются месторождения бурого угля, ведётся его добыча. Сейчас в селе работают угольный склад и котельная.
В Шебунино развивается предприятие «Деметра».

## Современность
После 2000-х посёлок пришёл в запустение.
С прибытием Невельских организаторов, село получило надежду на вторую жизнь.
Уже недавно при въезде в село была возведена новая стела.
При общеобразовательной школе был построен детский сад. В рамках молодёжной организации около общеобразовательной школы была построена спортивная площадка, а возле детского сада детская площадка. Нужно заметить, что площадки около образовательных учреждений были построены с высоким уровнем благоустройства. При поддержке организации к образовательным учреждениям была построена пешеходная лестница. За этот проект было проголосовано много человек села.
По проекту в Шебунино, как и в Горнозаводске начался снос заброшенных многоэтажных домов. В рамках разных невельских проектов в селе начался ремонт каркасов, а также и их кровлей. В селе были благоустроены семь жилых многоэтажных домов. В жилых зданиях каркас был благоустроен сайдингом: сине-белые, оранжево-белые, жёлто-карий и др. По мимо этого в зданиях были отремонтированы подъезды, а также козырьки и лестничные площадки.
Несмотря на то, что в данном населённом пункте нет никаких предприятий, село, как говорят жители, с надеждой смотрит в будущее, не замирало и не замирает.

### Открывающиеся перспективы
До 2017 года перспектив у села не было. С начала 2017 года в селе открывается сельскохозяйственное предприятие «Деметра». Возможно, что это предприятие даст начало приросту экономики и населения в селе. По проекту открывающаяся компания должно восстановить 7 гектаров земли. Данное предприятие уже купило белорусскую технику (трактора 1221.2)  для обработки земли. Данный проект был осуществлён благодаря инвестициям предприятия "Курильский универсальный комплекс". В первое время работы компания получила 20 млн рублей. На должность первого генерального директора был назначен Сергей Довидович.
Одновременно, через некоторое время будет открыт современный животноводческий комплекс. Для зверового комплекса, «Деметра» как раз и заготавливает сено. Здесь будут разводить крупный рогатый скот. Также в село завезут алтайских маралов.

## Культура и образование
В основном вся инфраструктура и объекты жизненного обеспечения находятся в центре Шебунино.
Центральная улица — Дачная.
В селе находятся общеобразовательная школа, детский сад, библиотека. Имеются два магазина, в одном из которых выпекается хлеб, сдоба, булочки и другие выпечки. Есть почтовое отделение, где продаются и товары для спроса. Среди скорой помощи в селе есть участковая больница (амбулатория). Местные мероприятия, а также встреча с главой района проводятся в доме культуры «Горняк».
Среди культуры в селе находятся: благоустроенный скверик с могилой неизвестного солдата, памятник советским шахтёрам, памятник Воин освободитель, памятник погибшим на войне 1941—1945 годов.

## Сельский быт
При поддержке организации, созданной в Невельске и невельскими организаторами в селе Шебунино был открыт комбинат бытового обслуживания. Здесь жителям села оказывают разные бытовые условия и услуги (парикмахерские, швейные, ремонтные и ремонтно-пошивочные).

## Транспорт
Шебунино является конечным пунктом автодороги Невельск — Шебунино.
До 2009 года в селе действовала станция Шебунино.
В советское время, когда работала шахта по Шебунино ездила маршрутка, довозившая шахтёров до работы и домой.